# John W. Cahn
John Werner Cahn (9 de enero de 1928 – 14 de marzo de 2016) fue un científico estadounidense, ganador de la Medalla Nacional de Ciencia en 1998. Nacido en Colonia, Alemania, fue profesor en el departamento de metalurgia del Instituto Tecnológico de Massachusetts (MIT) entre 1964 y 1978. Desde 1977, ocupó un puesto en el Instituto Nacional de Estándares y Tecnología (anteriormente la Agencia Nacional de Estándares). Cahn tuvo una profunda influencia en el curso de investigación de materiales durante su carrera. Fue una de las autoridades más importantes en termodinámica, aplicó las leyes básicas de termodinámica para describir y predecir una amplia gama de fenómenos físicos.

## Biografía
Hans Werner Cahn nació en Colonia (Alemania), en el seno de una familia judía. Su padre era un abogado Antinazi y su madre una técnica de Rayos X.
En 1933, Adolf Hitler se convirtió en Canciller de Alemania, y Cahn, ya en edad adulta, escapó del arresto al ser advertido anteriormente por un compañero abogado. La familia huyó de Alemania y tras pasar por Ámsterdam, emigraron a América en 1939, donde Hans se convirtió en John. La mayoría de su familia en Europa pereció en el Holocausto.
Los Cahns se asentaron en la Ciudad de Nueva York. John Cahn se nacionalizó como un ciudadano americano en 1945. Sirviendo en el Ejército de Estados Unidos,  fue enviado a Japón durante su ocupación por los Aliados.
Cahn recibió un título en licenciatura en química, en 1949, en la Universidad de Míchigan. Más tarde obtuvo un doctorado en fisicoquímica, en 1953, de la Universidad de California en Berkeley. Su tesis de doctorado estuvo titulada "La oxidación de la hidrazina marcada isotópicamente" y su tutor de tesis fue R. E. Powell.
En 1954, Cahn se unió a la investigación sobre metalurgia química en el laboratorio de General Electric en Schenectady, Nueva York, dirigido por David Turnbull. Turnbull había hecho un trabajo pionero sobre la cinética de la nucleacion, y hubo un enfoque en el grupo en la comprensión de la termodinámica y la cinética de las transformaciones de fase en sólidos. 
En 1964, Cahn se convirtió en profesor en el Departamento de Metalurgia (ahora Ciencia de Materiales) en el Massachusetts Institute of Technology.  Dejó el MIT en 1978. En 1969, Cahn empezó una relación profesional larga con su estudiante de posgrado, Francis Larché, cuyo trabajo se enfocó en el efecto de la tensión mecánica en la termodinámica de sólidos. El enfoque de Larche-Cahn es la piedra angular del tratamiento de la termodinámica de materiales tensionados. Un buen ejemplo de este fenómeno son las regiones próximas a un precipitado coherente o el campo de tensión alrededor de una dislocación
En 1972, Cahn trabajó con David W. Hoffman para formular una termodinámica basada en vectores para describir la termodinámica de las interfaces, una formulación que es necesaria para dar cuenta de materiales anisótropos. Esto es también conocido como la formulación vectorial capilar de las energías de interfaz. Las matemáticas de este tratamiento implica el concepto de normas, a pesar de que Cahn y Hoffman no eran conscientes de esto en aquel momento.
En 1975, Cahn trabajó con su estudiante de posgrado Sam Allen en transiciones de fase en aleaciones de hierro, incluyendo transiciones de orden-desorden. Este trabajo llevó a la ecuación de Allen–Cahn.
Desde 1984, fue un profesor afiliado en la University of Washington.

## Trabajo

Evolución microestructural bajo la ecuación de Cahn–Hilliard,
demostrando engrosamiento distintivo y la separación de fases.

### El espinodal
En 1957, Cahn trabajó con John E. Hilliard para desarrollar la ecuación de Cahn–Hilliard qué describe las fuerzas termodinámicas que conducen a la separación de fase en muchos sistemas. Su teoría conjunta de descomposición espinodal es de interés por dos razones principales. Primero, es una de las pocas transformaciones de estado sólido para la cual hay una teoría cuantitativa verosímil. La razón de esto es la simplicidad inherente de la reacción. 
Puesto que no hay barrera termodinámica de la reacción dentro de la región espinodal, la descomposición se determina únicamente por difusión. Por lo tanto, puede ser tratado simplemente como un problema de difusión, y muchas de las características de la descomposición se puede describir mediante una solución analítica aproximada a la ecuación general de difusión. En contraste, las teorías de la nucleación y crecimiento dan lugar a la termodinámica de las fluctuaciones. Y el problema de difusión implicado en el crecimiento del núcleo es mucho más difícil de resolver, ya que es poco realista para linealizar la ecuación de difusión. Desde un punto de vista más práctico, la descomposición espinodal proporciona un medio para producir una microestructura muy finamente dispersa que puede mejorar significativamente las propiedades físicas del material. La descomposición espinodal ha sido famosamente utilizada en el proceso de Vycor para producir vidrios de baja expansión térmica para aplicaciones de alta temperatura.

### Solidificación
En la teoría del crecimiento de cristales, Cahn concluyó que la característica distintiva es la capacidad de la superficie para alcanzar un estado de equilibrio en presencia de una fuerza impulsora termodinámica (típicamente en la forma del grado de subenfriamiento). También concluyó que por cada superficie o interfaz en un medio cristalino, existe una fuerza impulsora fundamental, que, si se excede, permitirá a la superficie o interfaz avanzar de manera normal sobre sí misma, y, si no se excede, requerirá el mecanismo de crecimiento lateral.
Por lo tanto, para las fuerzas de conducción suficientemente grande, la interfaz se puede mover de manera uniforme sin el beneficio tanto de una nucleación heterogénea o de un mecanismo de tornillo de dislocación. Lo que constituye una fuerza motriz suficientemente grande depende de la difusividad de la interfaz, de modo que para las interfaces extremadamente difusas, esta fuerza impulsora crítica será tan pequeña que cualquier fuerza impulsora medible será superior a ella. Alternativamente, para las interfaces afiladas, la fuerza impulsora fundamental será muy grande, y la mayor parte del crecimiento se producirá por el mecanismo de paso lateral.

### Gotas y superficies
En 1977, Cahn publicó un simple tratamiento matemático de la termodinámica de mojabilidad: la interacción entre un líquido en contacto con una superficie sólida. Este documento expuso una formulación sencilla para la descripción de la transición de la mojabilidad, punto en el que un líquido cambia de la formación de una gota sobre una superficie a la difusión de manera uniforme como una película líquida sobre la superficie. Esta teoría tenía amplias implicaciones para muchas técnicas de tratamiento de materiales.

### Cuasicristales
En 1982, Dan Shechtman observó una nueva estructura cristalina con características desconcertantes. Cahn contribuyó a la teoría de cómo una estructura de este tipo podría ser termodinámicamente estable y se convirtió en coautor del trabajo seminal que introdujo los cuasicristales.

### Transición de cristal
En 2004, Cahn y Bendersky presentaron pruebas de que una fase metálica no cristalina isotrópica (conocido como "Q-cristal") podría ser cultivada a partir de la masa fundida. Esta es la primera fase, o "fase primaria", para formar en el sistema Al-Fe-Si durante el enfriamiento rápido. La evidencia experimental indica que estas fases se forman por una transición de primer orden. Imágenes de TEM muestran que el q-vidrio se nuclea de la masa fundida en forma de partículas discretas, que crecen esféricamente con una tasa de crecimiento uniforme en todas las direcciones. El patrón de difracción muestra que es una fase vítrea isotrópica. Sin embargo, hay una barrera de nucleación, lo que implica una discontinuidad interfacial (o superficie interior) entre el vidrio y la masa fundida.

## Investigación en la jubilación
En su retiro, Cahn aceptó un puesto en la University of Washington como profesor asociado en los departamentos de Ciencia de los Materiales e Ingeniería y Física. En su oficina en la nueva Física/Torre de Astronomía, Cahn estaba trabajando en un proyecto que incluye un vidrio que crece a partir de una masa fundida, como un cristal, por una transición de primer orden.

## Vida personal
Tuvo tres hijos y seis nietos. Al jubilarse,  vivió en Seattle, Washington, con su esposa, Anne Hessing Cahn. Murió de leucemia en Seattle el 14 de marzo de 2016.

## Honores y premios
2011
The Kyoto Prize, Inamori Foundation
2002 
Bower Prize, Franklin Institute
2001 
Emil Heyn Medal, German Metallurgical Society
2001 
Honorary Life Member, American Ceramic Society
1999 
Bakhuys Roozeboon Lecturer and Gold medal, Netherlands Academy of Sciences
1998 
National Medal of Science
1998 
Member, National Academy of Engineering
1998 
Distinguished GE Lecturer in Materials Science at RPI
'69 & `98 
MacDonald Lecturer, Canadian Metallurgical Society
1996 
Doctor Honoris Causis, Universite d'Évry, France
1995 
Harvey Prize, Technion.
1994 
Rockwell Medal; Hall of Fame for Engineering, Science and Technology, and Medal, International Technology Institute.
1994 
Gold Medal, Honorary Member, Japan Institute of Metals.
1993 
Inland Steel Lecture, Northwestern University.
1993 
Hume–Rothery Award, TMS.
1993 
Cyril Stanley Smith Lecturer, University of Chicago.
1992 
Honorary member, MRS-India.
1991 
Premio Michelson-Morley, Case Western University.
1990 
Honorary Sc. D., Northwestern University; Hilliard Lecturer.
1989 
Sauveur Award, ASM International.
1987 
Distinguished Physics Lecturer, Boston University.
1986 
Stratton Award, National Bureau of Standards.
1985 
Von Hippel Award, Materials Research Society.
1984 
Medalla de Oro, Departamento de Comercio de los Estados Unidos.
1983 
Orador Distinguido, Universidad de Connecticut.
1982 
Golick Lecturer, Universidad de Misuri, Rolla, MO.
1981 
Fellow, Sociedad Japonesa para la Promoción de la Ciencia.
1981 
Dickson Prize, Carnegie–Mellon University.
1980 
Honorary Professor, Jiao Tong University, Shanghái, China.
1979 
Van Horn Lecturer, Case-Western University.
1978 
Dorn Lecturer, Northwestern University.
1977 
Acta Metallurgica Gold Medal.
1974 
Fellow, American Academy of Arts and Sciences.
1973 
Member, National Academy of Sciences.
1968 
Institute of Metals Lecturer, AIME.
1966 
S. B. Meyer Award, American Ceramic Society.
1960–61 
Guggenheim Fellowship spent at the University of Cambridge, Goldsmith Laboratory.
1951 
Allied Chemical and Dye Fellowship at University of California, Berkeley.